# Margit Otto-Crépin
Margit Otto-Crépin (ur. 9 lutego 1945 Saarbrücken, zm. 19 kwietnia 2020 w Hamburgu) – francuska jeźdźczyni sportowa pochodzenia niemieckiego. Srebrna medalistka olimpijska z Seulu.
Sukcesy odnosiła w dresażu.  Brała udział w czterech igrzyskach (IO 84, IO 88, IO 92, IO 96). W 1988 była druga w konkursie indywidualnym. Startowała na koniu Corlandus. Zdobywała również medale mistrzostw Europy, indywidualnie złoto w 1987, srebro w 1989 i brąz w 1991. W 1995 była trzecia w konkursie drużynowym).